# Ренесансов човек
 Тази статия е за филма.  За човека вижте Енциклопедист.  
„Ренесансов човек“ или „Възрожденецът“ (на английски: Renaissance Man) е американски комедиен филм от 1994 г. на режисьора Пени Маршъл, сценарият е на Джим Бърнщайн, и във филма участват Дани Де Вито, Грегъри Хайнс, Джеймс Ремар и Клиф Робъртсън.